# Atencingo
Atencingo är en ort i Mexiko.   Den ligger i kommunen Chietla och delstaten Puebla, i den sydöstra delen av landet, 120 km sydost om huvudstaden Mexico City. Atencingo ligger 1 081 meter över havet och antalet invånare är 12 910.
Terrängen runt Atencingo är varierad. Runt Atencingo är det ganska glesbefolkat, med 28 invånare per kvadratkilometer. Närmaste större samhälle är Izúcar de Matamoros, 18,0 km nordost om Atencingo. I omgivningarna runt Atencingo växer huvudsakligen savannskog.